# Александр Деспаті
Александр Деспаті  (фр. Alexandre Despatie, 8 червня 1985) — канадський стрибун_у_воду, олімпійський медаліст.

## Виступи на Олімпіадах
| Олімпіада   | Дисципліна                   | Місце |
| ----------- | ---------------------------- | ----- |
| Сідней 2000 | вишка                        | 4     |
| Афіни 2004  | трамплін                     | 2     |
| Афіни 2004  | вишка                        | 4     |
| Афіни 2004  | синхронні стрибки з вишки    | 5     |
| Пекін 2008  | трамплін                     | 2     |
| Пекін 2008  | синхронні стрибки з трамліна | 5     |